# 流山市立南流山中学校
流山市立南流山中学校（ながれやましりつ みなみながれやまちゅうがっこう）は、千葉県流山市にある市立中学校。略称は「南流中」（なんりゅうちゅう）、「南流」（なんりゅう）。

## 概要
流山市立南部中学校から分離する形で1983年に開校した。近年は首都圏新都市鉄道つくばエクスプレス線の開業に伴い校区内の人口が増加している。
2024年4月に旧校地を新設小学校（仮称南流山第二小学校）の校地に転用するため、東洋学園大学流山キャンパスの跡地に移転した。

## 沿革
- 1983年（昭和58年）4月 - 開校
- 1983年（昭和58年）7月 - プールが竣工
- 1983年（昭和58年）12月 - 体育館が竣工
- 1984年（昭和59年）2月 - 校歌制定
- 2024年（令和6年）4月 - 東洋学園大学流山キャンパスの跡地に移転[1]

## 近隣の施設
- 流山市思井福祉会館
- 東洋大学学園グラウンド

## 交通アクセス
- 鰭ヶ崎駅（流鉄流山線）下車徒歩10分